# Rhinocorynura
Rhinocorynura är ett släkte av bin. Rhinocorynura ingår i familjen vägbin.
Kladogram enligt Catalogue of Life:
| Rhinocorynura | \| \| Rhinocorynura ashmeadi \| \| \| \| \| \| Rhinocorynura briseis \| \| \| \| \| \| Rhinocorynura capitata \| \| \| \| \| \| Rhinocorynura crotonis \| \| \| \| \| \| Rhinocorynura difficillima \| \| \| \| \| \| Rhinocorynura inflaticeps \| \| \| \| |
|               | \| \| Rhinocorynura ashmeadi \| \| \| \| \| \| Rhinocorynura briseis \| \| \| \| \| \| Rhinocorynura capitata \| \| \| \| \| \| Rhinocorynura crotonis \| \| \| \| \| \| Rhinocorynura difficillima \| \| \| \| \| \| Rhinocorynura inflaticeps \| \| \| \| |
|               | Rhinocorynura ashmeadi |
|               | |
|               | Rhinocorynura briseis |
|               | |
|               | Rhinocorynura capitata |
|               | |
|               | Rhinocorynura crotonis |
|               | |
|               | Rhinocorynura difficillima |
|               | |
|               | Rhinocorynura inflaticeps |
|               | |